# Gyrator

Prinzipschaltung eines Gyrators, der eine Induktivität simuliert. Die angegebenen Bauteilwerte im Ersatzschaltbild unten sind Näherungswerte für niedrige Frequenzen unter der Annahme R>>R_{L}

Als Gyrator bezeichnet man in der Elektronik ein Zweitor, das beliebige Impedanzen in ihre dualen Impedanzen transformieren kann. Das heißt, ein Gyrator zeigt bei kapazitiver Ausgangsbelastung ein induktives Eingangsverhalten. Faktisch kann man damit eine Kapazität in eine Induktivität umwandeln und umgekehrt. Ein Gyrator ist ein spezieller Positiv-Impedanzinverter.

## Allgemeines
Gyratoren werden als aktive elektronische Schaltungen realisiert, die Grundschaltung kann dabei der Negativimpedanzkonverter sein. Aber auch andere elektronische Schaltungen können gyratorisches Verhalten zeigen, wie beispielsweise gegengekoppelte Emitterstufen von Bipolartransistoren in bestimmten Arbeitspunktbereichen. Allerdings sind diese Gyratoren aus Stabilitätsgründen nur bedingt brauchbar, da sich gerade in dieser Schaltung die Temperaturdrift (Temperaturabhängigkeit der Transistoreigenschaften) negativ bemerkbar macht bzw. Einschränkungen im Arbeitsbereich bestehen. Prinzipiell können Gyratorschaltungen Kondensatoren und Spulen mit festen oder variablen und meist ungewöhnlich hohen Kapazitäts- oder Induktivitätswerten hoher Güte nachbilden, was sonst nicht so einfach mit den entsprechenden normalen Bauelementen machbar wäre. Die nachgebildeten Kapazitäten oder Induktivitäten können je nach Gyratorschaltung nach Masse oder auch schwebend in der den Gyrator umgebenden Anwendungsschaltung wirksam sein. Nachteilig ist jedoch, dass ein bestimmter Arbeitsbereich (Spannung, Strom) sowie ein nach oben eingeschränkter Arbeitsfrequenzbereich für diese nachgebildeten Kondensatoren oder Spulen beachtet werden muss, der durch die genutzten aktiven Gyrator-Bauelemente (Transistoren, Operationsverstärker) durch deren Grenzfrequenzen, Phasenverläufe, Betriebsspannungen, Ausgangsstromergiebigkeiten und Gleichtaktarbeitsbereiche vorgegeben ist. Gyratoren sind daher auch meist nur im Kleinsignalbereich einsetzbar. Nachteilig kann sich das Eigenrauschen der verwendeten aktiven Bauelemente auswirken. Gyratoren können aber gut gemeinsam mit ihrer umgebenden Anwendungsschaltung in elektronischen Schaltkreisen integriert werden.
Stabile Gyratoren werden in Form von zwei spannungsgesteuerten Stromquellen realisiert, die aus zwei Operationsverstärkern mit Stromausgang (Transkonduktanzverstärker) bestehen. 
In der Systemtheorie wird ein Übertragungssystem als Gyrator bezeichnet, wenn die Flussgröße am Ausgang proportional zur Potentialgröße am Eingang ist und umgekehrt.
Erste Veröffentlichungen zu Gyratoren machte Bernard Tellegen. Er prägte sowohl Begriff als auch das Schaltzeichen dieses Bauelements.

## Idealer Gyrator

Schaltzeichen eines idealen Gyrators

Das ideale Modell eines Gyrators ist ein lineares Zweitor in dessen Kettenmatrix nur die Nebendiagonale wie folgt besetzt ist:
{\displaystyle \left(A\right)={\begin{pmatrix}0&r_{G}\\{\frac {1}{r_{G}}}&0\end{pmatrix}}}
Das entspricht dem System von Zweitorgleichungen (bei Annahme des symmetrischen Zählpfeilsystems)
{\displaystyle r_{G}\cdot i_{1}=u_{2}}
{\displaystyle u_{1}=-r_{G}\cdot i_{2}}
Der Gyrationswiderstand {\displaystyle r_{G}} (englisch gyration resistance) stellt den einzigen wählbaren Faktor dar, der auf die Invertierung Einfluss hat. An der Kettenmatrix kann man erkennen, dass ein Gyrator ein nichtumkehrbares Zweitor ist, denn für die Determinante gilt {\displaystyle \det \left(A\right)=-1}. Deshalb bezeichnet man den Gyrator in der Literatur oft als antireziprok. Außerdem sind die vor- und rückwärtigen Leistungsübersetzungen immer gleich 1. Der ideale Gyrator ist deshalb ein verlustloses passives Zweitor. Es ist das Gegenstück zum idealen Übertrager.
Wird am Ausgangstor L des Gyrators die (Last-)Impedanz {\displaystyle {\underline {Z}}_{L}} angeschlossen, dann stellt sich entsprechend den Berechnungsmethoden der Zweitortheorie am Eingangstor E folgende (Eingangs-)Impedanz {\displaystyle {\underline {Z}}_{E}} ein:
{\displaystyle {\underline {Z}}_{E}={\frac {r_{G}^{2}}{{\underline {Z}}_{L}}}}
Auf diese Weise kann er beispielsweise eine Kapazität C in eine Induktivität {\displaystyle L=C\cdot r_{G}^{2}} umwandeln, denn es gilt:
{\displaystyle {\underline {Z}}_{E}={\frac {r_{G}^{2}}{\frac {1}{j\omega C}}}=j\omega C\cdot r_{G}^{2}}

## Komplexer Gyrator
Ein Komplexer Gyrator findet bei der Systemanalyse von Übertragungssystemen Anwendung. Der Zusatz "Komplex" bezieht sich hier auf die Besonderheit, dass die Flussgröße am Ausgang zwar proportional zur Potentialgröße am Eingang ist, jedoch eine zusätzliche Phasenverschiebung vorliegt. Gleiches gilt analog zum Allgemeinen Gyrator auch in umgekehrter Richtung. Flussgrößen und Potentialgrößen sind im komplexen Fall stets Wechselgrößen.
Ein Komplexer Gyrator ist durch zum Beispiel zwei gekoppelte Induktivitäten realisierbar, welche jeweils mit einem Serienresonanzkondensator beschaltet und mit gemeinsamer Resonanzfrequenz angeregt werden.